# Neurolejeunea
Neurolejeunea là một chi rêu trong họ Lejeuneaceae.